# MacPherson (meccanica)

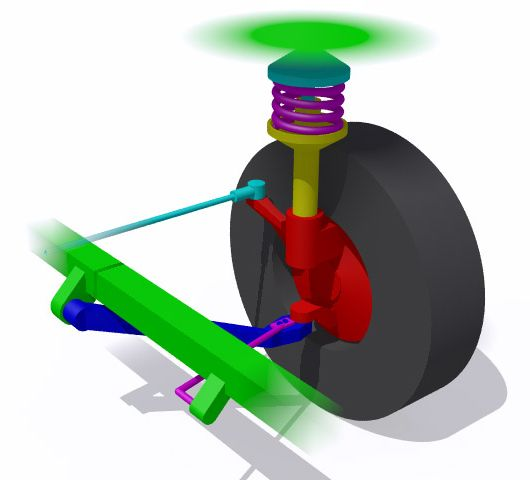
Schema MacPherson

MacPherson è uno schema tecnico per sospensioni di autoveicoli, che prevede l'oscillazione indipendente delle ruote dello stesso asse, tramite bracci (singoli) oscillanti di forma triangolare e con il gruppo molla-ammortizzatore che diventa parte integrante della sospensione.

## Storia, uso ed evoluzione
Earle S. MacPherson, ingegnere in forza alla Ford, sviluppò il progetto del puntone nel 1949, in parte basato sui disegni di Guido Fornaca in FIAT, a metà del 1920.
È possibile che la sospensione MacPherson fosse ispirata alle Cottin & Desgouttes francesi che utilizzavano lo stesso schema, ma con molle a balestra.
La sospensione anteriore delle Cottin & Desgouttes, fu a sua volta ispirata dal progetto di J. Walter Christie nel 1904 il quale prese ispirazione dalle piante.
Lo schema MacPherson fu utilizzato per la prima volta all'inizio degli anni cinquanta sulle Ford Zephyr e Consul prodotte dalla filiale britannica della multinazionale statunitense.
Questo schema di sospensioni, grazie alla sua semplicità ed efficacia, si impose in modo definitivo a partire dagli anni settanta, ed è oggi quasi universalmente utilizzato sulle autovetture e veicoli commerciali leggeri, particolarmente per le sospensioni anteriori.
Si è diffuso con l'avvento delle vetture a trazione anteriore e motore trasversale, per il fatto che ha un ingombro laterale molto più contenuto rispetto allo schema a "quadrilatero", che sostituisce, quasi universalmente usato quando invece la disposizione del motore era longitudinale. Questa è anche la ragione per cui è più diffuso come schema all'anteriore, dove di solito si trova il motore. 
Rispetto a sospensioni più evolute, presenta un costo contenuto, ma ha anche il difetto di variare, con lo scotimento, l'angolo di Camber della ruota (cioè l'angolo formato dall'asse verticale della ruota rispetto all'asse verticale del veicolo): durante gli scotimenti, infatti, il movimento trasversale della ruota è maggiore sul braccio inferiore rispetto al montante (che durante gli scotimenti ha spostamenti trasversali quasi nulli, proprio come farebbe un braccio di lunghezza infinita), da qui la variazione di campanatura. L'evoluzione di tale schema è rappresentata dalla sospensione a "quadrilatero alto", che riproduce lo schema a quadrilatero del passato, ma essendo più alto del diametro della ruota, risulta trasversalmente più compatto (perché il braccio superiore può essere ancorato in un punto della carrozzeria più alto, non occupato dal motore) e quindi adatto anche alle vetture con motore trasversale. L'uso del quadrilatero alto è di solito riservato a vetture con caratteristiche sportive, in quanto dotato di maggior precisione sia negli scuotimenti (angolo di campanatura costante e parallelo all'asse verticale della vettura), sia nella geometria dello sterzo.